# Abashiri (Hokkaidō)
Pour les articles homonymes, voir Abashiri.
Abashiri (網走市, Abashiri-shi) est une ville située dans la sous-préfecture d'Okhotsk, sur l'île de Hokkaidō, au Japon.

## Géographie

### Situation
Abashiri est située dans l'est de Hokkaidō, au bord de la mer d'Okhotsk.

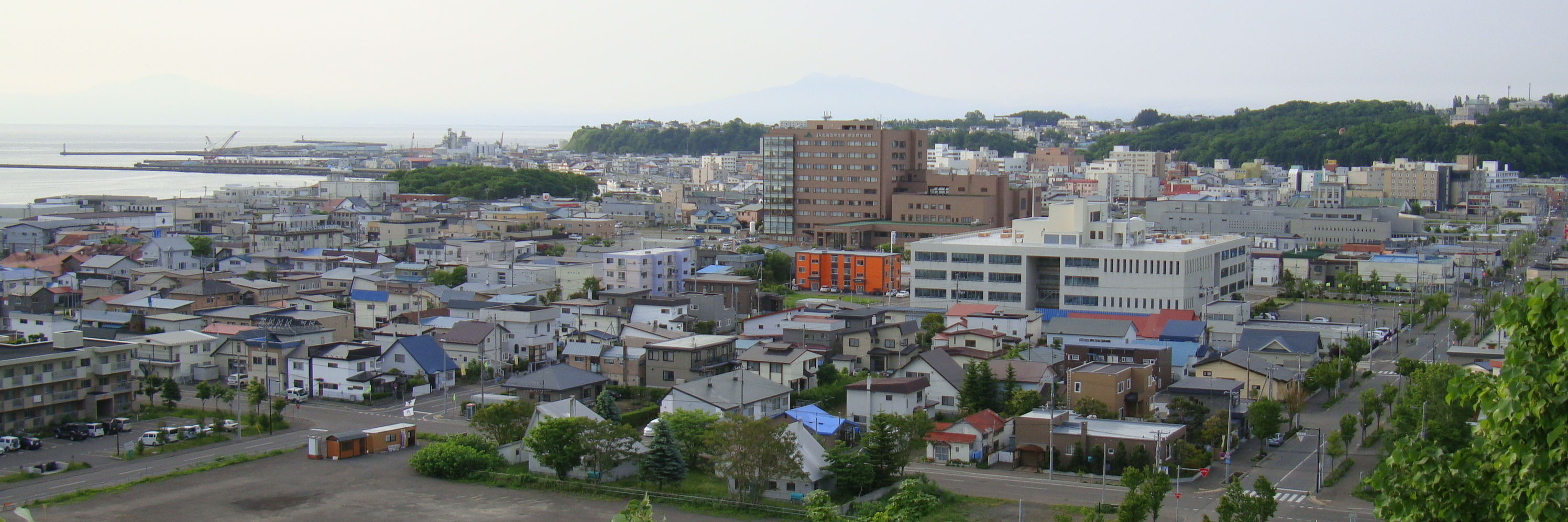
Vue panoramique du centre-ville.

### Municipalités limitrophes
| mer d'Okhotsk | mer d'Okhotsk | mer d'Okhotsk |
| Kitami        | Abashiri      | mer d'Okhotsk |
| Kitami        | Ōzora         | Koshimizu     |

### Démographie
En 2010, la ville d'Abashiri avait une population de 39 384 habitants, répartis sur une superficie de 471 km2 (densité de population de 84 hab./km2). En août 2021, la population était de 34 090 habitants.

### Topographie
Le mont Tento est une colline de la ville d'Abashiri, classée site naturel historique en 2014.

### Hydrographie
Le fleuve Abashiri se jette dans la mer d'Okhotsk au nord de la ville.
Plusieurs lacs se trouvent sur le territoire d'Abashiri : Le lac Notoro au nord-ouest, le lac Abashiri au sud et le lac Tōfutsu à l'est.

### Climat
| Mois                                             | jan.       | fév.       | mars       | avril      | mai       | juin     | jui.     | août      | sep.      | oct.      | nov.       | déc.      | année      |
| ------------------------------------------------ | ---------- | ---------- | ---------- | ---------- | --------- | -------- | -------- | --------- | --------- | --------- | ---------- | --------- | ---------- |
| Température minimale moyenne (°C)                | −8,9       | −9,6       | −4,9       | 0,6        | 5,8       | 10,2     | 14,6     | 16,6      | 13,4      | 7         | 0,4        | −6        | 3,3        |
| Température moyenne (°C)                         | −5,1       | −5,4       | −1,3       | 4,5        | 9,8       | 13,5     | 17,6     | 19,6      | 16,8      | 10,9      | 4          | −2,4      | 6,9        |
| Température maximale moyenne (°C)                | −2,2       | −2         | 2,3        | 9,1        | 14,6      | 17,7     | 21,4     | 23,3      | 20,7      | 15        | 7,6        | 0,7       | 10,7       |
| Record de froid (°C) date du record              | −29,2 1902 | −25,7 1978 | −23,2 1895 | −12,4 1915 | −5,4 1908 | 0,1 1898 | 2,8 1895 | 4,1 1889  | 3,3 1940  | −4,6 1912 | −11,3 1987 | −18 1907  | −29,2 1902 |
| Record de chaleur (°C) date du record            | 11,8 1892  | 11,1 1967  | 19,7 1891  | 31,9 1998  | 35,4 2019 | 34 1936  | 37 2000  | 37,6 1994 | 32,2 2020 | 27,7 2002 | 21,7 1979  | 17,6 1890 | 37,6 1994  |
| Ensoleillement (h)                               | 111,5      | 137,9      | 172,4      | 178,6      | 187,1     | 172,2    | 167,6    | 163,9     | 162,9     | 157,4     | 121,2      | 117,4     | 1 850      |
| Précipitations (mm)                              | 53,8       | 41,9       | 39,3       | 51,2       | 64,1      | 68,1     | 85,8     | 115,3     | 115       | 88,2      | 58,1       | 63,6      | 844,2      |
| dont neige (cm)                                  | 90         | 69         | 52         | 15         | 1         | 0        | 0        | 0         | 0         | 0         | 13         | 71        | 312        |
| Nombre de jours avec précipitations              | 13,3       | 9,1        | 8,7        | 8,4        | 9,6       | 8,9      | 9,3      | 10        | 10,5      | 9,6       | 10,1       | 11,6      | 119,1      |
| dont nombre de jours avec précipitations ≥ 10 mm | 1          | 0,9        | 1          | 1,7        | 2         | 2,2      | 3,2      | 3,3       | 3,1       | 2,6       | 1,9        | 1,4       | 24,2       |
| Humidité relative (%)                            | 72         | 73         | 70         | 68         | 73        | 80       | 82       | 81        | 76        | 71        | 68         | 69        | 74         |
| Nombre de jours avec neige                       | 19,7       | 15,9       | 13,4       | 3,7        | 0,3       | 0        | 0        | 0         | 0         | 0,1       | 3,7        | 14,8      | 71,1       |

| Diagramme climatique                                  |            |             |            |             |              |              |               |             |         |            |           |
| J                                                     | F          | M           | A          | M           | J            | J            | A             | S           | O       | N          | D         |
| −2,2−8,953,8                                          | −2−9,641,9 | 2,3−4,939,3 | 9,10,651,2 | 14,65,864,1 | 17,710,268,1 | 21,414,685,8 | 23,316,6115,3 | 20,713,4115 | 15788,2 | 7,60,458,1 | 0,7−663,6 |
| Moyennes : • Temp. maxi et mini °C • Précipitation mm |            |             |            |             |              |              |               |             |         |            |           |

## Histoire
- Mars 1872 : le village d'Abashiri[l 1] est fondé.
- 1890 : la prison de haute sécurité d'Abashiri est construite.
- 1902 : les villes et villages d'Abashiri, Kitami, Isani et Nikuribake fusionnent pour former la ville d'Abashiri.
- 1915 : les villages de Notoro et de Mokoto fusionnent avec la ville d'Abashiri.
- Le 15 juillet 1945 : la ville est bombardée par les appareils de l'aéronavale alliée.

## Économie
La principale industrie d'Abashiri est la pêche.

## Culture locale et patrimoine

### Prison d'Abashiri

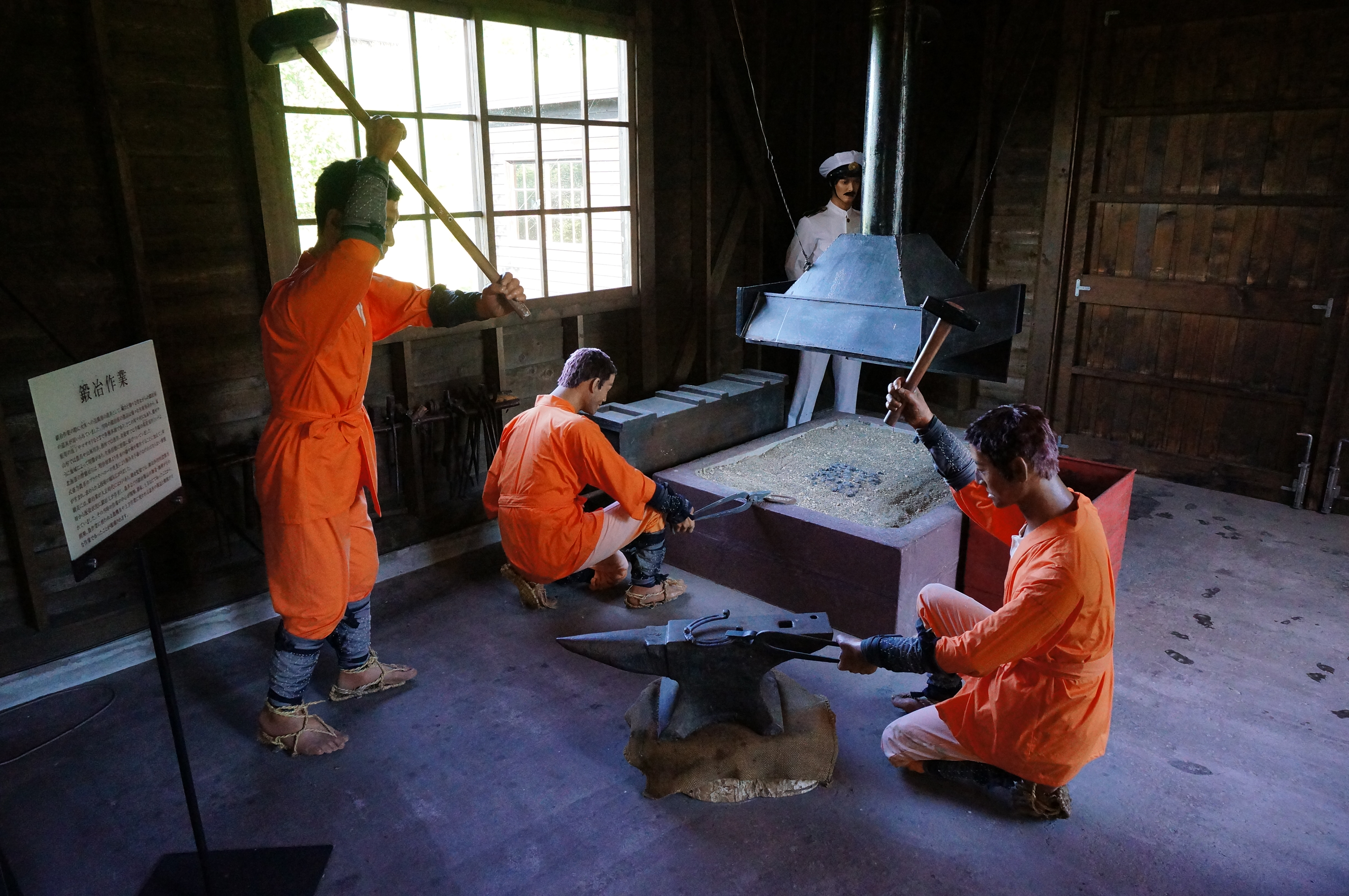
Scène de la vie en prison (musée de la prison d'Abashiri).

Abashiri est principalement connue pour sa prison (1890) qui a servi pendant l'ère Meiji (1868-1912) de lieu d'incarcération des opposants politiques. Les conditions étaient terribles, les prisonniers étaient dans des cellules dépourvues de chauffage dans une région où la température descend fréquemment en dessous des −20 °C. Le fameux détenu Yoshie Shiratori effectue sa 3e évasion de cet établissement pénitentiare. Cette vieille prison a été reconvertie en musée, mais la ville abrite toujours une prison.

### Musée des peuples du nord
On peut visiter à Abashiri le musée des peuples du Nord.

## Transports
Abashiri est desservie par les lignes Senmō et Sekihoku de la JR Hokkaido. La gare d'Abashiri est la principale gare de la ville.
L'aéroport le plus proche est l'aéroport de Memanbetsu (en), situé à Ōzora.

## Jumelage
Abashiri est jumelée avec  Port Alberni (Canada).

## Symboles municipaux
Un des symboles municipaux d'Abashiri est le Cercidiphyllum japonicum.

## Personnalités nées à Abashiri
- Norio Nagayama (1949-1997), tueur et écrivain
- Madoka Natsumi (1978), sauteuse à ski
- Yukimasa Obi (1978), seiyū